# Jeff Bzdelik
Jeff Bzdelik, (nacido el 1 de diciembre de 1952 en  Mount Prospect, Illinois) es un entrenador de baloncesto estadounidense. Especializado en los banquillos del baloncesto como entrenador de la NCAA y como asistente en la NBA, llegó a ser entrenador principal de los Denver Nuggets durante dos temporadas.

## Trayectoria
- Davidson College (1978-1980), (Asist.)
- Universidad de Northwestern (1980-1986), (Asist.)
- Universidad de Maryland, Baltimore County (1986-1986)
- Washington Bullets (1988-1994), (Asist.)
- Miami Heat (1995-2001), (Asist.)
- Denver Nuggets (2002-2004)
- Air Force Academy (2005-2007)
- Universidad de Colorado (2007-2010)
- Universidad de Wake Forest (2010-2014)
- Memphis Grizzlies (2014-2016), (Asist.)
- Houston Rockets (2016-), (Asist.)